# Трон Алексея Михайловича

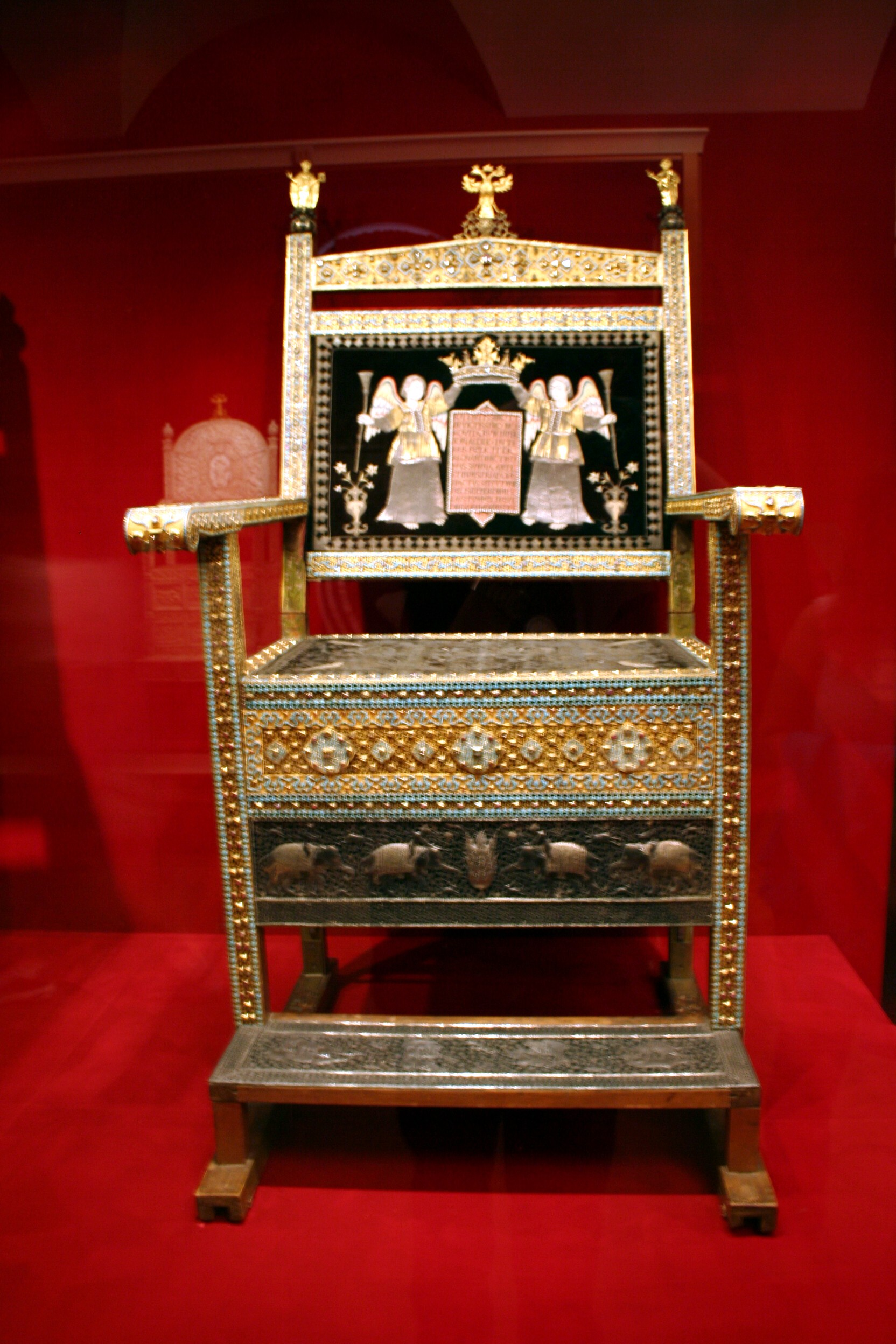
Трон царя Алексея Михайловича

Т. н. Трон Алексея Михайловича (Трон Алмазный) — трон XVII века, хранящийся в Оружейной палате (инв. Р-30).

## История
Традиционно считается, что трон в 1660 году привез в подарок царю Алексею Михайловичу армянский купец Закар Саградов (Захарий Сарадаров). И. И. Вишневская считает, что донатором трона был не один купец, а в целом Испаганско-Джульфийская армянская торговая компания. После покупки трона царь начал переговоры о предоставлении иранским купцам права транзитной торговли по территории России в Европу.
В другом источнике дарителем выступает доверенное лицо кизылбашского шаха Ихто Моделетев (Истома Давлетел), и эта версия о происхождении, возможно, более достоверна.
Трон впервые назван именно «троном Алексея Михайловича» только в начале XIX века в издании А. Ф. Малиновского.
Трон, привезенный царю Алексею Михайловичу, использовался во время коронационных торжеств в Московском Кремле на протяжении XVIII—XIX столетий.Трон был одним из самых востребованных во время коронационных торжеств, он использовался с 1730 года на протяжении всего 19 века. В XVIII в. в ходе коронаций трон находился в Грановитой палате, где происходили торжественные трапезы после совершения обряда восшествия на престол. В XIX столетии он сначала находился в Успенском соборе, а затем переносился в Грановитую палату вместе с другими древними тронами.

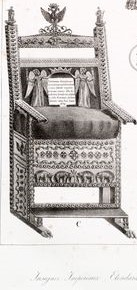
Трон царя Алексея Михайловича. Гравюра из Коронационного альбома императора Николая I от 22 августа 1862 года

## Описание

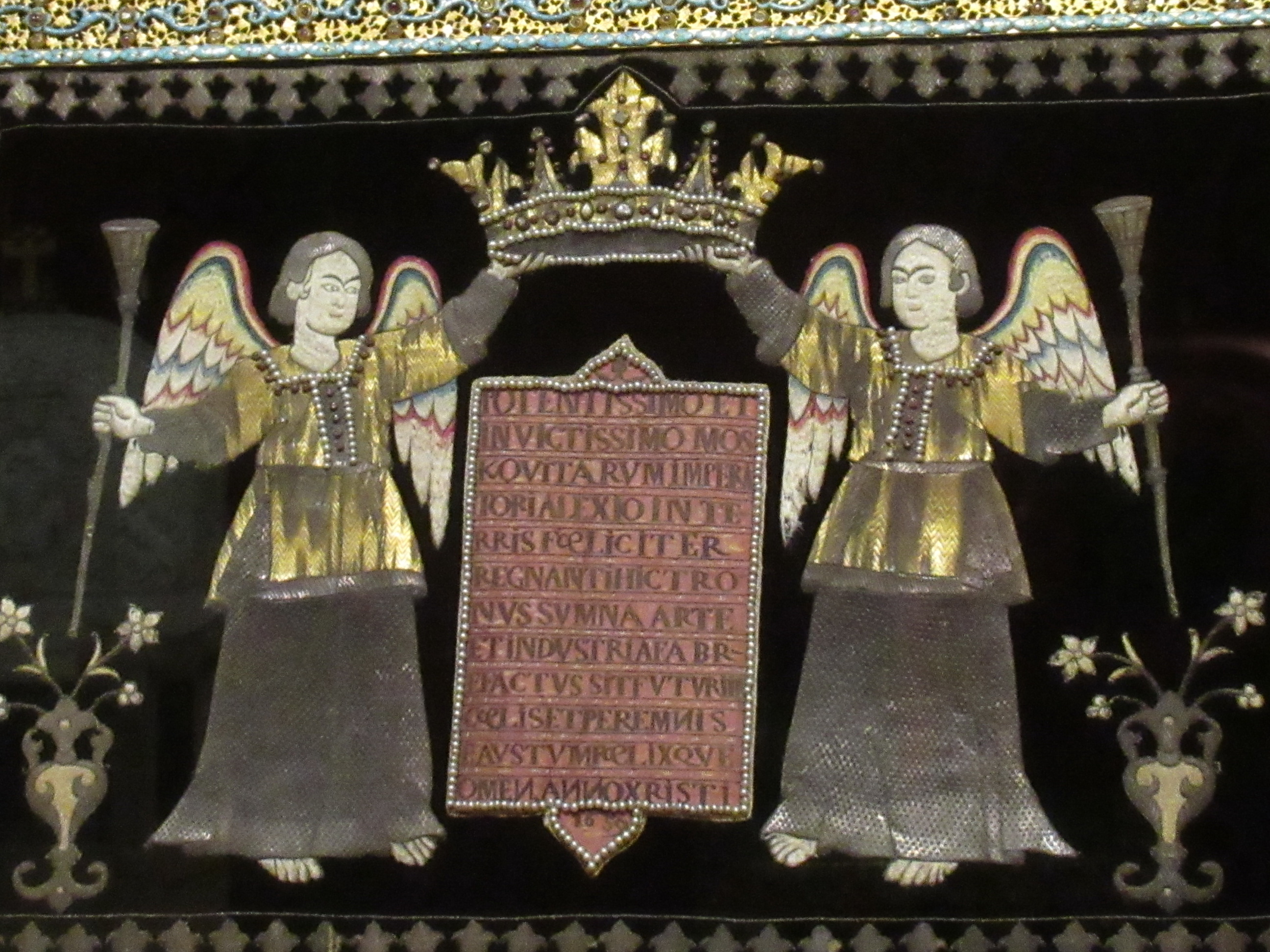
На спинке трона в обнизанном жемчугом картуше, который поддерживают два гения, вышита надпись

Время изготовления — 1650-e гг, Иран. Дата «1659» вышита на спинке.
Судя по визуальному сходству, парный ему — Трон Михаила Фёдоровича. Оба они отражают стилистику Ренессанса, имеют европейское или персидское происхождение.
Выполнен из сандалового дерева, облицован золотыми и серебряными пластинами. Почти 900 алмазов старой индийской огранки и огромное количество бирюзы. Количество алмазов делает его крайне дорогостоящей регалией.
На видимых частях трона — драгоценные камни. Однако брусочная конструкция задней части, опорная часть торцов и даже устои спинки в месте примыкания к сидению с фасада покрыты полихромной миниатюрой, вероятно, темперного письма. Сюжеты самые разнообразные — библейские, восточные, европейские и китайские, возможно, иллюстрации к труду Марко Поло «Книга о разнообразии мира». Возможно, сначала трон был покрыт росписями, а ювелирная отделка и вышивка были добавлены позже.
Общий декор — ориентальный, однако спинка отличается, она более поздняя. Фигуры апостола Петра и св. Николая — 1689—1719; двуглавый орел — 1680-е гг.; бархат — XIX век. Иконографическая программа спинки базируется на христианской символике и прославлении русского царя. На спинке вышивка с изображением двух ангелов с трубами, которые поддерживают корону, между ними надпись на латыни, которую можно перевести как «Могущественнейшему и непобедимейшему императору московитов Алексию, счастливо царствующему на земле, сей трон, с величайшим искусством и тщанием изготовленный, да будет будущего на небесах и вечного [трона] благоприятным и счастливым предзнаменованием. В год Христова 1656».

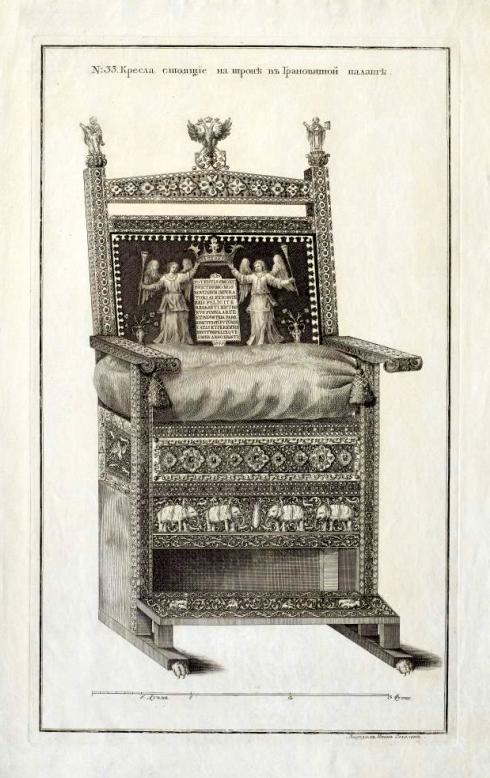
Трон царя Алексея Михайловича. Гравюра из Коронационного альбома императрицы Елизаветы Петровны от 25 апреля 1742 года

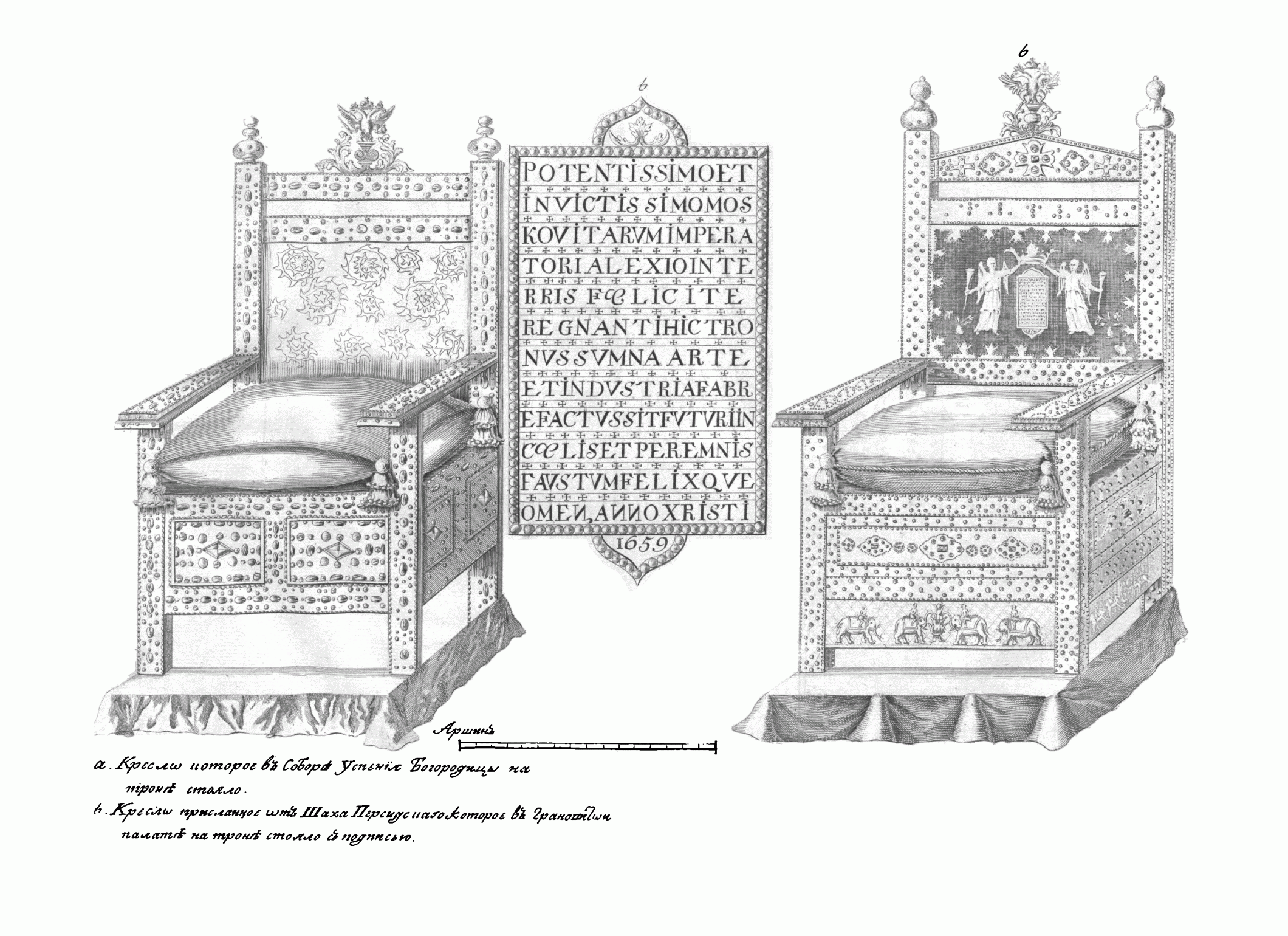
Троны царей Михаила Федоровича и Алексея Михайловича (справа). Из Коронационного альбома Анны Иоанновны 28 апреля 1730 году